# Giulia Rivera Campanile
Giulia Rivera Campanile, nacida en Roma en 1896 y fallecida en la misma ciudad en 1972, fue una botánica, micóloga, liquenóloga, fitopatóloga, profesora, taxónoma, conservadora y exploradora italiana.

## Carrera
Desarrolló actividades académicas y científicas en la "Real Estación de Fitopatología, en Via S. Susanna 13, de Roma

## Honores

### Membresías
- Società Botanica Italiana,
- Società Italiana di Scienze della Vegetazione.[4]

- La abreviatura «Campan.» se emplea para indicar a Giulia Rivera Campanile como autoridad en la descripción y clasificación científica de los vegetales.[5]